# Бенсхајм
Бенсхајм (њем. Bensheim) град је у њемачкој савезној држави Хесен. Једно је од 22 општинска средишта округа Бергштрасе. Према процјени из 2010. у граду је живјело 39.611 становника. Посједује регионалну шифру (AGS) 6431002.

## Географски и демографски подаци
Бенсхајм се налази у савезној држави Хесен у округу Бергштрасе. Град се налази на надморској висини од 90-115 метара. Површина општине износи 57,8 km². У самом граду је, према процјени из 2010. године, живјело 39.611 становника. Просјечна густина становништва износи 685 становника/km².

## Међународна сарадња
| Мјесто         | Држава               | Врста сарадње | Од    |
| -------------- | -------------------- | ------------- | ----- |
| Мохач          | Мађарска             | партнерство   | 1987. |
| Амершам        | Уједињено Краљевство | партнерство   | 1977. |
|                | Француска            | партнерство   | 1994. |
|                | Француска            | партнерство   | 1968. |
| Бон            | Француска            | партнерство   | 1960. |
|                | Чешка                | пријатељство  | 1956. |
|                | Пољска               | партнерство   | 1996. |
| Рива дел Гарда | Италија              | партнерство   | 1988. |
| Извор          |                      |               |       |